# Boeing Orbital Flight Test 2
Boeing Orbital Flight Test 2 (Boe-OFT 2) är det andra obemannade testet av rymdfarkosten CST-100 Starliner i omloppsbana runt jorden. Målet med flygningen är att visa att farkosten kan docka med den Internationella rymdstationen och sedan åter landa på jorden. Uppskjutningen gjordes den 19 maj 2022 och farkosten dockade med rymdstationen den 21 maj 2022.
Farkosten lämnade rymdstationen den 25 maj 2022 och landade några timmar senare på White Sands Space Harbor.
Flygningen tillkom efter problemen som uppstod under CST-100 Starliner första flygning i december 2019, kallad Boeing Orbital Flight Test.

## Uppskjutning
Farkosten kommer skjutas upp med en Atlas V-raket, från Cape Canaveral Air Force Station LC 41.
Uppskjutningen var planerad till den 30 juli 2021, men på grund av oförutsedda händelser efter dockningen av den ryska Nauka-modulen, valde man att flytta fram uppskjutningen till den 3 augusti 2021.
Den 2 augusti 2021, upptäcktes att ett antal ventiler i farkosten inte gick att manövrera. Man valde då att avbryta förberedelserna för en uppskjutning den 3 augusti. Man började undersöka varför ventilerna inte fungerade och man flyttade fram nästa uppskjutningsförsök till den 15 augusti 2021.
Den 13 augusti meddelade Boeing att man behövde plocka isär delar av farkosten och att man därför flyttade fram nästa uppskjutningsförsök två månader.
På grund av flera orsaker var det först i maj 2022, man var klar för att göra ett nytt försök att skjuta upp farkosten. Uppskjutningen gjordes den 19 maj 2022.